# طريقة المقايضة في تحليل المعمارية

مثال لشجرة الاستخدامات في التحليل

طريقة المقايضة في تحليل المعمارية هي طريقة منظمة في تحليل معمارية (بنية) الأنظمة الحاسوبية لقياس ملاءمتها لمتطلبات أصحاب الشأن. ظهرت هذه الطريقة بعد طريقة تحليل معمارية الأنظمة الحاسوبية (SAAM)، وزادت في خطواتها. تعتمد هذه الطريقة على ما يسمى شجرة الاستخدامات (Utility Tree) والتي تقوم على أن تذكر الخصائص اللازم توفرها في النظام كالأداء والأمان مع ذكر تفصيل كل منهما.

## خطواتها
لطريقة المقايضة تسع خطوات تتم بها عملية تحليل معمارية الأنظمة، وهذه الخطوات تتضمن توثيقًا أو تقريرًا دقيقًا، لذا فهي أكثر صعوبة في الإدارة من طريقة تحليل معمارية الأنظمة الحاسوبية ويحتاج الخبرة من يعمل عليها.
1. عرض طريقة المقايضة: يقوم مدير اللقاء بعرض مقدمة عن طريقة المقايضة لأصحاب الشأن حتى يكون لديهم فكرة عما يحدث فيها وطريقة العمل.
2. عرض دوافع العمل: يعرض في هذه الخطوة أصحاب الشأن دوافعهم لإنشاء نظام جديد.
3. عرض المعمارية: يقوم في هذه الخطوة مهندس البنية بعرض البنية أو المعمارية الأولية المقترحة بدرجة مناسبة من التفصل.
4. تحديد طرق البناء: يعرض في هذه الخطوة فريق العمل الطرق المختلفة التي يمكن بها تصميم المعمارية.
5. إنشاء خصائص جودة النظام في شجرة الاستخدامات: يقوم في هذه الخطوة فريق العمل على إسقاط متطلبات العمل على البنية المقترحة وإيجاد الطريق التي ستنفذ بها مع ذكر أمثلة (سيناريوهات) لها.
6. تحليل طرق البناء: يقوم في هذه المرحلة فريق العمل على تحديد الأولويات في السيناريوهات المختلفة، ثم تقاس على البنية الحالية لقياس ملاءمتها.
7. العصف الذهني وتوليد الأفكار: يقوم في هذه الخطوة أصحاب الشأن في بالعمل مع فريق العمل على التفكير في خصائص جودة أخرى للنظام مع ذكر سيناريوهاتها.
8. تحليل طرق البناء: تعاد الطريقة السادسة وتقاس الأمثلة (السيناريوهات) الناتجة عن الخطوة السابقة كما في الخطوة السابعة (أهمية هذه الخطوة في المساعدة على التفكير بسيناريوهات مختلفة من وجهة نظر أصحاب الشأن.)
9. عرض النتائج: تعرض في هذه الخطوة النتائج على أصحاب الشأن وتوثق خطواتها وأحداثها مع ما نتج فيها من مواد (مثل السيناريوهات وشجرة الاستخدامات) في مسنتد مكتوب.